# Walschberg
Der Walschberg in Walschleben im thüringischen Landkreis Sömmerda ist eine markante Erhebung des Thüringer Beckens, vorgelagert der Fahner Höhe.
Als Rest eines eiszeitlichen Schutthügels ist er mit teils steilen Kanten entsprechend schlecht für die Landwirtschaft nutzbar. Dadurch ist er heute ein wichtiger naturbelassener Schutzraum für bedrohte Arten. 
Neben sehr alten Streuobstwiesen gibt es angelegte Windschutzstreifen und andere Rückzugsmöglichkeiten für Wildtiere. Am Fuß des Walschberges gibt es mehrere Karstquellen und Feuchtgebiete. So finden viele Arten ein gutes Auskommen. 
Als Dichtezentrum des Rotmilans und als Raum für die Nahrungssuche der verschiedenen Zugvögel, die am nahen Dachwiger Speicher rasten, hat der Walschberg eine große Bedeutung.